# Entomologia forense

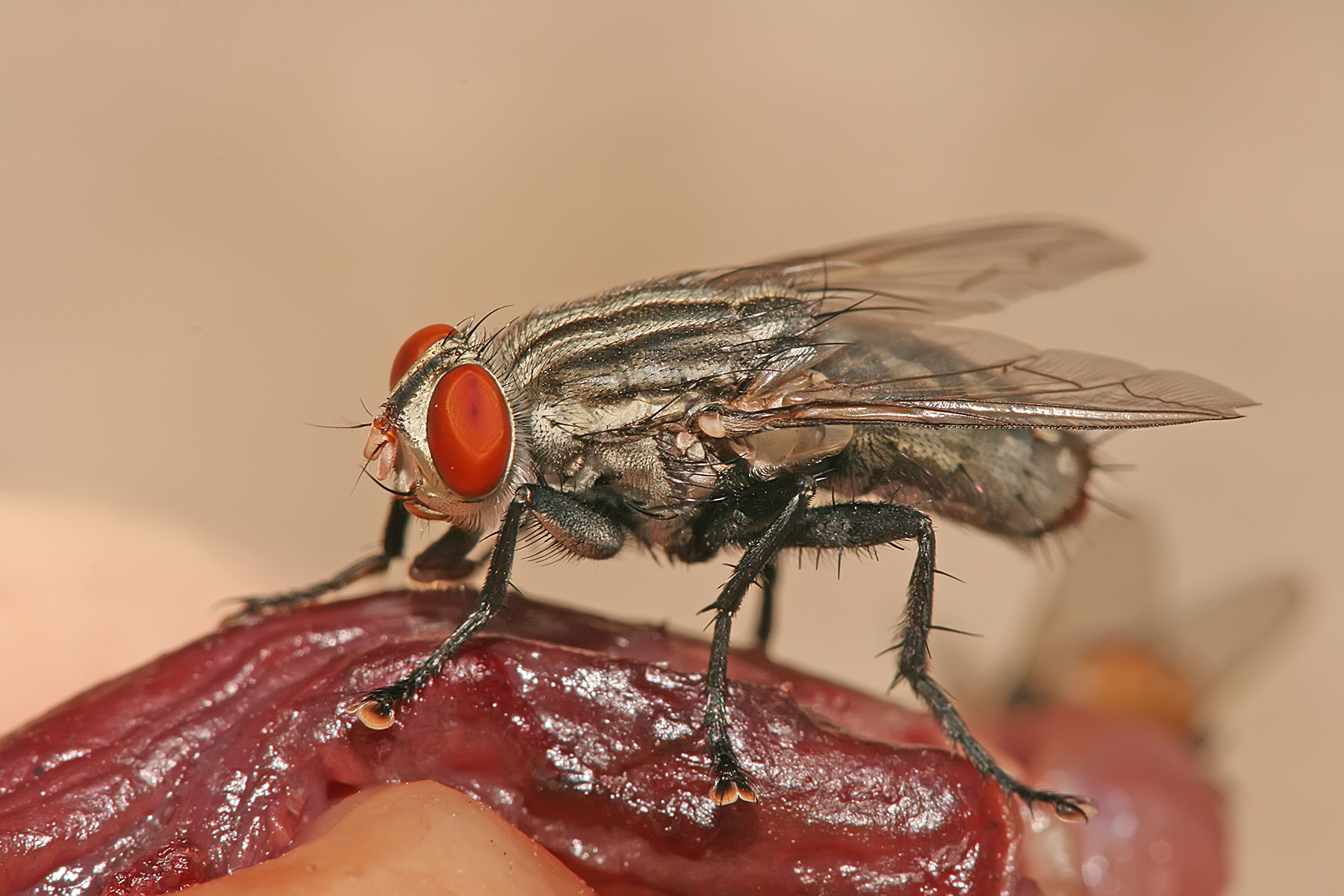
Sarcophagidae sp. su carne in decomposizione

L'entomologia forense è una branca dell'entomologia che studia i cicli vitali di quegli insetti che, sviluppandosi sui resti umani in decomposizione, sono utilizzabili ai fini della determinazione della datazione e delle cause della morte.
Gli insetti che rivestono una importanza in questo ambito sono prevalentemente i Ditteri e i Coleotteri.
Tale disciplina riveste un ruolo importante nell'ambito della medicina forense e dell'antropologia forense.